# (2648) Owa
(2648) Owa est un astéroïde de la ceinture principale.

## Description
(2648) Owa est un astéroïde de la ceinture principale. Il fut découvert le 8 novembre 1980 à la station Anderson Mesa par Edward L. G. Bowell. Il présente une orbite caractérisée par un demi-grand axe de 2,25 UA, une excentricité de 0,17 et une inclinaison de 4,8° par rapport à l'écliptique.

## Compléments